# Death of a Ladies' Man
Death of a Ladies' Man és el cinquè disc del cantautor canadenc Leonard Cohen i el més controvertit, enregistrat el 1977. El realitzador fou Phil Spector en els seus estudis de Los Angeles, Califòrnia. Fou l'única col·laboració entre ells dos i val a dir que Spector va dir que no havia apreciat massa l'experiència. La sonoritat del disc s'allunya del minimalisme al qual ens tenia acostumat Cohen i va sorprendre els fans.
Les 15 cançons van ser escrites les dues setmanes abans d'enregistrar els temes. A més, abans que les pistes de veu necessàries a la producció de l'àlbum estiguessin llestes per a la producció, Phil Spector va prohibir l'accés a l'estudi de Cohen i fins i tot va col·locar un home armat per vigilar-lo. Faltava gravar algunes pistes de veu, però el disc va aparèixer al final sense que aquests treballs finals s'acabessin. Cohen va qualificar l'àlbum de desastre, perquè hi ha un ambient càndid que trenca amb l'estil habitual de Cohen, però que deixa, igualment, que les paraules s'expressin a través de la veu característica del cantautor.
En aquest disc es pot escoltar les veus del cantant folk Bob Dylan i del poeta Allen Ginsberg en la sisena cançó de l'àlbum Don't Go Home With Your Hard-on.
Death of a Ladies' Man es va inspirar en versions enregistrades anteriors de Cohen de l'àlbum que no va sortir Songs of Rebecca: True Love Leaves No Taces i Don't Go Home with Your Hard-on.
De les vuit peces de l'àlbum només Memories fou l'única que Cohen va interpretar regularment (en les gires de 1979, 1980 i 1985). Li agradava tant que la va incloure en la pel·lícula experimental de 1983 I am a Hotel, en un solo acústic que va agradar més als seus fans.

## Llista de temes
Música: Phil Spector
Lletres: Leonard Cohen
1. True Love Leaves No Traces
2. Iodine
3. Paper Thin Hotel
4. Memories
5. I Left a Woman Waiting
6. Don't Go Home With Your Hard-On
7. Fingerprints
8. Death of a Ladies Man